# Jean Sorel
Jean Sorel (Marsella, 25 de setembre de 1934) és un actor francès.
Treballà durant les dècades de 1960 i 1970 amb directors com Luis Buñuel i Luchino Visconti.

## Filmografia

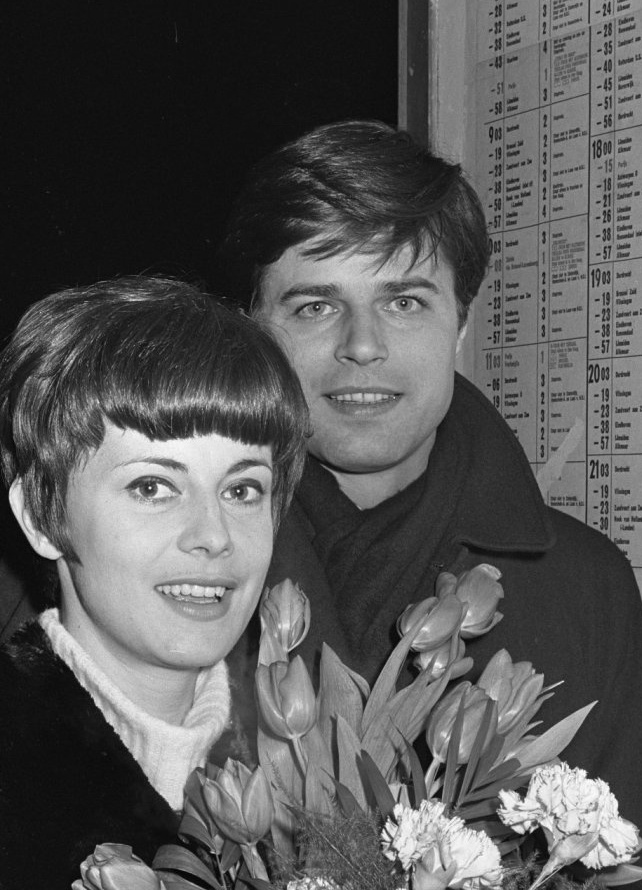
Jean Sorel amb la seva esposa Anna-Maria Ferrero (1966).

- 1959: J'irai cracher sur vos tombes: Elmer
- 1960: I Dolci inganni: Renato
- 1960: Ça s'est passé à Rome (La Giornata balorda): David
- 1960: Les Lionceaux: Patrice
- 1960: Vu du pont: Rodolpho
- 1961: Vive Henri IV... vive l'amour!: Le prince de Condé
- 1961: Amélie ou le temps d'aimer: Alain
- 1961: Traqués par la gestapo (L'Oro di Roma): Massimo
- 1961: Le Désordre (Il Disordine): Andrea
- 1962: Adorable Julia (Julia, Du bist zauberhaft): Tom Fennel
- 1962: Le Quattro giornate di Napoli (The Four Days of Naples): Livornese
- 1963: Un Marito in condominio: Renato Carcaterra
- 1963: Hipnosis: Erik Stein
- 1963: Germinal: Étienne Lantier
- 1963: Chair de poule: Paul Genest
- 1964: Amori pericolosi: Il legionario (segment "La ronda")
- 1964: La Ronde: Le comte
- 1964: De l'amour: Antoine
- 1965: Les quatre nines (Le bambole): Vincenzo (segment "Monsignor Cupido")
- 1965: Vaghe stelle dell'Orsa (Sandra): Gianni
- 1966: Les Ogresses (Le Fate): Luigi (segment "Fata Elena")
- 1966: Play-boy party (L'Ombrellone): Sergio
- 1966: The Man Who Laughs (L'Uomo che ride): Angelo / Astorre Manfredi
- 1967: À l'italienne (Made in Italy): Orlando (segment 3 'La Donna', episode 3)
- 1967: Belle de jour: Pierre Serizy
- 1967: Tue-moi vite, j'ai froid (Fai in fretta ad uccidermi... ho freddo!): Franco
- 1968: I Protagonisti: Roberto
- 1968: Una ragazza piuttosto complicata
- 1968: L'Adorable corps de Deborah (Il Dolce corpo di Deborah): Marcel
- 1968: Adélaïde: Frédéric Cornault
- 1969: L'Età del malessere: Giorgio
- 1969: L'Amica: Franco Raimondi
- 1969: Model Shop: Secretary
- 1969: Una sull'altra: Dr. George Dumurrier
- 1970: Uccidete il vitello grasso e arrostitelo: Cesare Merlo
- 1970: Paranoia: Maurice Sauvage
- 1970: No desearás al vecino del quinto: Pedro Andreu
- 1971: El Ojo del huracán: Paul
- 1971: La Controfigura: Frank
- 1971: Carole (Una lucertola con la pelle di donna): Frank Hammond
- 1971: Je suis vivant! (Malastrana): Gregory Moore
- 1972: Mil millones para una rubia
- 1973: The Day of the Jackal: Bastien-Thiry
- 1973: Trader Horn: Emil DuMond
- 1973: Le Bal du vaudou (Una Gota de sangre para morir amando): Victor
- 1973: Le Grand kidnapping (La Polizia sta a guardare): Aloisi
- 1974: La Profanazione
- 1975: Une vieille maîtresse (TV): Ryno de Marigny
- 1976: La Muerte ronda a Mónica
- 1977: Les Enfants du placard: Berlu
- 1978: L'Affaire Suisse
- 1978: Der Mann im Schilf
- 1979: Les Sœurs Brontë: Leyland
- 1980: La Naissance du jour (TV): Vial
- 1981: Quatre femmes, quatre vies: La belle alliance (TV): Michel
- 1981: Les Ailes de la colombe: Lukirsh
- 1981: Aimée: Pierre Ménard
- 1981: Une mère russe (TV): Le fils de 20 à 55 ans
- 1982: Les Aventures de Miss Catastrophe (Bonnie e Clyde all'italiana)
- 1982: Le Cercle fermé (TV): Jérôme Baron / Fabien Moreau
- 1982: La Démobilisation générale (TV): Serge Boncourt
- 1983: Par ordre du Roy (TV): Le marquis de Ganges (segment "La marquise des Anges")
- 1985: Aspern: Jean Decaux
- 1985: L'Herbe rouge (TV): Wolf
- 1986: Affari di famiglia (TV): Enrico
- 1986: Rosa la rose, fille publique: Gilbert
- 1987: Il Burbero: Giulio Machiavelli
- 1988: Le Clan (feuilleton TV): Giorgio Stivale
- 1988: Le Crépuscule des loups (TV)
- 1989: Casablanca Express: Major Valmore
- 1990: Prigioniera di una vendetta (sèrie de TV)
- 1990: Come una mamma (TV)
- 1991: Un piede in paradiso: Holy father
- 1991: Miliardi: Leo Ferretti
- 1992: Les Cœurs brûlés (sèrie de TV)
- 1993: Il Prezzo della vita (TV)
- 1993: Una Madre come tu (feuilleton TV)
- 1993: La Scalata (feuilleton TV): Alain Morrà
- 1995: Laura (TV)
- 1995: Butterfly (tv) (sèrie de TV)
- 1995: Fils unique
- 1997: Dove comincia il sole (sèrie de TV): Antonio Amati
- 1997: Mamma per caso (sèrie de TV): Giorgio
- 1997: Le désert de feu ("Deserto di fuoco") (feuilleton TV): Miller
- 1998: À nous deux la vie (TV): David
- 2004: Tout va bien c'est Noël! (TV): Maxime
- 2005: I Colori della vita (TV)